# بريان فون
بريان فون (بالإنجليزية: Brian K. Vaughan)‏ هو كاتب قصص مصورة وتلفاز أمريكي. من أشهر أعماله مسلسل الضياع. فاز بجائزة إيسنر في 2005.

## الأعمال

### قصص مصورة
- إكس مان
  - إكس 2
- كابتن أمريكا
- الرجل العنكبوت
- باتمان
  - المرأة المعجزة
  - ديتكتيف كومكس

### مسلسلات
- الضياع
- تحت القبة

## وصلات خارجية
- بريان فون على موقع IMDb (الإنجليزية)
- بريان فون على موقع الموسوعة البريطانية (الإنجليزية)
- بريان فون على موقع قاعدة بيانات الفيلم (الإنجليزية)